# Правителство на Иван Костов
Правителството на Иван Костов, известно като второто правителство на ОДС, е правителство на Република България, назначено с Решение на XXXVIII народно събрание от 21 май 1997 г. Правителството управлява с мандата на Обединените демократични сили (СДС, Демократическа партия, БЗНС – Народен съюз), а разпределението на министрите е в съотношение 13:2:1. Правителството управлява страната до 24 юли 2001 г. и е наследено от правителството на Симеон Сакскобургготски. Това е също първото правителство след демократичните промени през 1989 г., което успява да изкара целия си 4-годишен мандат.

## Политика
Новият кабинет декларира в програмата си за мандат 1997 – 2001 г.‚ че „ще извърши бърза, пълна и необратима приватизация на предприятията. До края на 1998 г. да бъдат приватизирани всички индустриални и търговски предприятия‚ както и голяма част от инфраструктурата...“. Ще се въведе ред в данъчната област. „Ще се изведе икономиката на светло, като се въведе строга данъчна политика. Ще се повиши събираемостта на данъците, като те се направят поносими“. Правителството на Обединените демократични сили (ОДС) обещава възраждане на земеделието, създаване на ред и спокойствие за всички граждани и пълна прозрачност на приватизационните сделки.

### Вътрешна политика

#### 1997 – 1998
Иван Костов и ръководеният от него кабинет полагат клетва на 21 май 1997 г.‚ а един месец по-късно (1 юли 1997 г.), за да се стабилизират левът и банковата система, в страната е въведен валутен борд (1000 лева се равняват на 1 германска марка). БНБ спира да кредитира хазната и банките, годишната лихва е свалена на 7% и е оздравена банковата система. За месец юни 1997 г. инфлацията е само 1,3 на сто, подготвя се „Закон за санкциониране на незаконно забогателите“, всички членове на Националния изпълнителен съвет на СДС (водещата партия в коалицията ОДС) се задължават да излязат от частни, общински и държавни фирми. Тази забрана не ангажира министрите в кабинета, повечето от които участват в по няколко директорски борда.
Приет е Закона за герб на Република България (обнародван в бр. 62 на „Държавен вестник“ от 5 август 1997 г.).
През есента на 1997 г. правителството активизира дейността си по три основни проблема – връщане на земята, бърза приватизация и ликвидация на губещите предприятия. До пролетта на 2000 г. според разчети на правителството са раздържавени над 80% от държавните предприятия (според Световната банка – 45%). В хазната влизат по-малко средства от очакваното, а повечето предприятия попадат в ръцете на малки чуждестранни фирми и работническо-мениджърски дружества. Причините за проблемите с приватизацията са, както нейното закъсняло с осем години стартиране (през които предприятията са „източени“, голяма част са на загуба още от времето на комунизма), така и ширещата се корупция по всички етажи на властта и нестабилната обстановка в страната. Резултатът е огромни дългове на гиганти като „Кремиковци“ (включен в списък за ликвидация от правителството на Виденов) и „Агрополихим“ – Девня и продажбите им съответно за 1 долар или 1 лев. Там, където предприятията са запазили финансовата си стабилност и пазари, новите собственици многократно отлагат финансовите си и социални ангажименти чрез нови споразумения с правителството.
Фактът, че почти никой от тях не е платил неустойки заради неспазени обещания (нови работни места, инвестиции и др.), засилва съмненията за корупция в държавната администрация. Масовите съкращения на работни места довеждат до висок процент на безработица (17%)‚ ниски доходи, свиване на вътрешния пазар и социално напрежение. Отново се засилват емиграционните вълни на млади българи към САЩ и Германия. Рейтингът на правителството на ОДС рязко спада, което проличава и при местните избори (есента на 1999 г.).

#### 1998 – 2001
През периода 1998 – 2000 г. правителството успява частично да се справи с редица важни вътрешнополитически проблеми – приети са първият седемгодишен план за икономическо развитие на страната и първият национален план за регионално развитие. Намалена е данъчната тежест като се предвижда през 2001 г. над 600 милиона лева да останат в данъкоплатците. Започва реализация на програмата за Развитие на енергетиката до 2010 г., както и функционирането на Здравноосигурителната каса. Решен е проблемът с ядрената безопасност на АЕЦ „Козлодуй“.
На 30 юни 1999 г. правителството на Иван Костов продава затъналата в дългове авиокомпания БГА Балкан на израелския предприемач Гад Зееви. Скоро след покупката Зееви спира полетите, а на 29 октомври 2002 г. Софийският градски съд обявява компанията в несъстоятелност. По-късно Зееви осъжда България да му изплати неустойка за неизпълнение на приватизационния договор (която окончателно отпада според съдебно решение от 2012 г.), докато в България се води следствие срещу управителите на дружеството, вече напуснали страната, за източването му.
След среща с Джордж Буш (президент на САЩ) и Дик Чейни (вицепрезидент на САЩ), четири дни преди следващите парламентарни избори на 13 юни 2001 г., въпреки предупрежденията на Световната банка и вицепремиера Петър Жотев, премиерът Иван Костов сключва договор с американски компании за изграждане на нова централа на мястото на спрени мощности на ТЕЦ „Марица-изток 1“ и рехабилитация на ТЕЦ „Марица-Изток 3“ (които ще произвеждат най-скъпия ток в страната, който Националната електрическа компания ще е задължена да изкупува за 15 години след започването на работата на централите). Новата централа ТЕЦ „Ей И Ес Марица Изток I“ започва работа на пълна мощност на 30 декември 2011 г. През 2001 г. Костов защитава проекта с това, че е най-голямата чуждестранна инвестиция в България и е знаков за потенциални бъдещи инвеститори.

### Външна политика
Във външната политика правителството продължава курса към сближаване с Европейския съюз, САЩ и техния съюзник на Балканите Турция. България участва в инициативите на НАТО на полуострова и изпълнява препоръките по реорганизацията на Българската армия, необходими за бъдещото и включване в Пакта. Най-сложният проблем, който се налага да реши външната дипломация на България през периода, е отношението към конфликта в Югославия. Въпреки поляризацията на общественото мнение и икономическите загуби за страната кабинетът на Иван Костов и Народното събрание се обявяват в подкрепа на ударите на НАТО срещу Сърбия. Отказът за предоставяне на въздушни коридори на Пакта би обрекъл България на международна изолация и намалил до минимум шансовете и за членство в Европейския съюз.
От 1999 г. нараства доверието към страната, към нейните институции. Продължава финансовата стабилизация. Уредени са всички задължения на България към бившите социалистически държави. Подписани са голям брой международни спогодби – кредитната агенция „Стандарт енд Пуърс“ повишава рейтинга на България до Б+ с положителни перспективи. Парламентарната асамблея на Съвета на Европа преустановява наблюдението си върху България. Българското законодателство се хармонизира с европейското. Сключено е споразумение с Румъния за построяването на втори мост над р. Дунав. Голям успех за правителството е решението България да бъде извадена от негативния визов списък на страните – членки на Европейския съюз.
- Либерализирана е външната търговия: митата на промишлените стоки са намалени от 15,25% през 1998 г. до 12,56% през 1999 г. и до 11% през 2000 г.;[8]
- От 1999 г. България търгува при намалени мита с Чехия, Словакия и Словения, Полша, Унгария и Румъния.[8]

### Промени в правителството през декември 1999
На 21 декември 1999 г. в правителството са извършени структурни и персонални промени. Отстранени са и тримата заместник министър-председатели – Александър Божков, Евгений Бакърджиев и Веселин Методиев. Със задачата за приключване на приватизацията и стабилизиране на икономиката се заема новият заместник на Иван Костов – Петър Жотев. Правителството на Иван Костов е първото след демократичните промени, което успява да изкара целия си мандат, както и XXXVIII ОНС, доминирано от парламентарното мнозинство на ОДС (СДС, ДП и БЗНС – НС).

## Съставяне
Кабинетът, оглавен от Иван Костов, е образуван от политически дейци на Обединените демократични сили (СДС, ДП и БЗНС – НС). Разпределението на министрите е в съотношение 13:2:1.

### Кабинет
Сформира се от следните 16 министри и 1 председател.
| министерство                                                          | име | име                | партия                |
| --------------------------------------------------------------------- | --- | ------------------ | --------------------- |
| министър-председател                                                  |     | Иван Костов        | СДС                   |
| заместник министър-председател, промишленост                          |     | Александър Божков  | СДС                   |
| заместник министър-председател, регионално развитие и благоустройство |     | Евгений Бакърджиев | СДС                   |
| заместник министър-председател, образование и наука                   |     | Веселин Методиев   | СДС                   |
| отбрана                                                               |     | Георги Ананиев     | СДС                   |
| вътрешни работи                                                       |     | Богомил Бонев      | СДС                   |
| финанси                                                               |     | Муравей Радев      | СДС                   |
| външни работи                                                         |     | Надежда Михайлова  | СДС                   |
| търговия и туризъм                                                    |     | Валентин Василев   | СДС                   |
| правосъдие и правна евроинтеграция                                    |     | Васил Гоцев        | СДС                   |
| земеделие, гори и аграрна реформа                                     |     | Венцислав Върбанов | БЗНС-НС               |
| транспорт и съобщения                                                 |     | Вилхелм Краус      | Демократическа партия |
| труд и социална политика1                                             |     | Иван Нейков        | СДС                   |
| здравеопазване                                                        |     | Петър Бояджиев     | СДС                   |
| култура                                                               |     | Емма Москова       | СДС                   |
| държавна администрация                                                |     | Марио Тагарински   | СДС                   |
| околна среда1                                                         |     | Евдокия Манева     | СДС                   |

- 1: – преобразуват се на основание чл. 84, т. 7 от Конституцията на Република България следните ведомства:
  - Министерството на правосъдието – в Министерство на правосъдието и правната евроинтеграция;
  - Министерството на земеделието и хранителната промишленост – в Министерство на земеделието, горите и аграрната реформа;
  - Министерството на образованието, науката и технологиите – в Министерство на образованието и науката;
  - Министерството на териториалното развитие и строителството – в Министерство на регионалното развитие и благоустройството;
  - Министерството на търговията и външноикономическото сътрудничество – в Министерство на търговията и туризма;
  - Министерството на труда и социалните грижи – в Министерство на труда и социалната политика;
  - Министерството на околната среда – в Министерство на околната среда и водите
- 2: – закриват се на основание чл. 84, т. 7 от Конституцията на Република България следните ведомства:
  - Министерството на енергетиката.
- 3: – създават се на основание чл. 84, т. 7 от Конституцията на Република България следните ведомства:
  - Министерството на държавната администрация.

### Промени в кабинета

#### от 21 декември 1999
- Остава само един заместник министър-председател.

С Решение на XXXVIII обикновено народно събрание от 21 декември 1999 г. се създават следните ведомства:
- Министерство на транспорта и съобщенията чрез преобразуване на Министерството на транспорта;
- Министерство на земеделието и горите чрез преобразуване на Министерството на земеделието, горите и аграрната реформа;
- Министерство на правосъдието чрез преобразуване на Министерството на правосъдието и евроинтеграцията;
- Министерство на икономиката чрез сливане на Министерството на промишлеността и Министерството на търговията и туризма.

| министерство                              | име | име                    | партия                |
| ----------------------------------------- | --- | ---------------------- | --------------------- |
| държавна администрация                    |     | Иван Костов            | СДС                   |
| заместник министър-председател, икономика |     | Петър Жотев            | безпартиен            |
| регионално развитие и благоустройство     |     | Евгени Чачев           | СДС                   |
| образование и наука                       |     | Димитър Димитров       | СДС                   |
| отбрана                                   |     | Бойко Ноев             | СДС                   |
| вътрешни работи                           |     | Емануил Йорданов       | СДС                   |
| правосъдие                                |     | Теодосий Симеонов      | СДС                   |
| транспорт и съобщения                     |     | Антони Славински       | Демократическа партия |
| здравеопазване                            |     | Илко Семерджиев        | СДС                   |
| земеделие и гори                          |     | Венцислав Върбанов     | БЗНС-НС               |
| министър без портфейл                     |     | Александър Праматарски | Демократическа партия |

#### Причини за промените
Основна причина за последвалите уволнения през декември 1999 г. е доклад от Националната служба за сигурност с автор Цветлин Йовчев, който по това време е шеф на отдел „Русия“. Майкъл Чорни е изгонен като опасен за националната сигурност, още трима дипломати от руското посолство са изгонени, заловен е и техен шпионин, който прехвърля през оградата на посолството военни документи.